# Gervais Ndirakobuca
Gervais Ndirakobuca (Bukinanyana, 1970) es un político burundés. Antiguo jefe rebelde, se desempeñó como Ministro del Interior y actualmente es Primer Ministro de Burundi.
Como comisionado de la Policía Nacional de Burundi se hizo conocido por su violenta represión de las protestas de 2015, y estaba bajo sanciones de Estados Unidos y de la Unión Europea cuando fue nombrado Ministro del Interior por el presidente Évariste Ndayishimiye.

## Biografía
Nació en Bukinanyana, poblado de la provincia de Cibitoke, al noroccidente de Burundi, en 1970.
Se hizo conocido como comandante rebelde durante la Guerra Civil de Burundi, época en la cual utilizó el apodo de "Ndakugarika", que significa "te mataré" en el idioma kirundi. Tras el final del conflicto en 2005, se unió a la Policía Nacional de Burundi y ascendió hasta el rango de Comisionado (Teniente General).
Como comisionado de Policía, desplegó fuerza excesiva para reprimir las protestas de 2015, que siguieron a la enmienda de la constitución que otorgó al presidente Pierre Nkurunziza el derecho a postularse para un tercer mandato. En respuesta a esto, Estados Unidos, Reino Unido, Francia, Suiza y la Unión Europea le impusieron sanciones por "actos de violencia, actos de represión y violaciones del derecho internacional de los derechos humanos contra manifestantes... los días 26, 27 y 28 de abril en los distritos de Nyakabiga y Musaga en Buyumbura". Como consecuencia de la represión, murieron al menos 1.700 personas; la Corte Penal Internacional abrió una investigación contra funcionarios gubernamentales involucrados en la represión, entre ellos Ndirakobuca.
A pesar de las fuertes sanciones que pesaban en su contra, el presidente Évariste Ndayishimiye lo nombró para el poderoso puesto de Ministro del Interior en junio de 2020, convirtiéndolo en el miembro del gabinete de Burundi más sancionado a nivel internacional.Tras su nombramiento fue visto como un "superministro", al estar bajo su control los ministerios clave de Interior, Seguridad y Desarrollo Comunitarios, los cuales estaban separados pero Ndayishimiye los fusionó en uno solo y se lo entregó a Ndirakobuca.
Fue designado Primer Ministro de Burundi el 7 de septiembre de 2022, en reemplazo de Alain-Guillaume Bunyoni, acusado de planear un golpe de Estado contra el gobierno de Ndayishimiye. Inmediatamente, fue confirmado unánimemente por el Parlamento.
Estados Unidos levantó las sanciones en su contra en 2021, mientras la Unión Europea lo hizo en octubre de 2022.